# 叛乱省
叛乱省、叛乱省份，是一種指代中国台湾的词语称谓，在中文社区較少存在。
在1971年聯合國大會第2758號決議後，依照中華人民共和國的要求，在聯合國及各附屬組織中改以中國台灣省（Taiwan, Province of China）稱呼台灣，根據一個中國原則主張台灣為中華人民共和國領土，將台湾当局視為是一個地方政權。美国等西方国家的英语媒体自1970年代开始，用這個名稱称呼台湾。美台商業協會認為該詞暗示台湾是一个突然决定叛乱离开中華人民共和國的一個中国省份”。

## 使用
英语媒体中使用时，或用加上引号的“叛乱省”一词，或有觀點指中华人民共和国将中華民國视为“叛乱省”。1950年中華人民共和國政府發布的《告台湾同胞书》，將退守到台灣的中華民國政府，視為是反動政權，受美國支持的分離主義份子，意圖成為美國殖民地。1993年，中共中央台灣工作辦公室發表《台湾问题与中国的统一》，認為台灣是受美國政府支持下的分裂地區政權，並非獨立國家。
1999年7月，时任中華民國總統李登輝接受德国之声访问，提出两国论。他与采访者均认为，中华人民共和国政府将中华民国视为“叛离的省份”。虽然1949年两岸分治起，两岸政府均认自己是唯一的合法中国政府，不承认对方合法性，长期相互使用政治性贬称。
中华人民共和国政府将中华民国实控地区在法律上定义为“一个中国省份”，曾經稱為台灣為分裂地區政權或地方當局，但未使用“叛乱省”这一称谓。中华人民共和国政府未承认中華民國政府的合法性，在《中華人民共和國憲法》與《反分裂國家法》中皆主張台灣為中華人民共和國領土，中華民國已經消滅，不擁有中國主權。中国人民大学政治学教授、两岸关系中心主任王英津则依据马英九执政时期，两岸政府官员“定期会晤、互称官衔”，认为两岸政府在一定范围“‘默认’对方公权力的‘合法性’”。王英津指在国际政治实践中，主流国际社会即便不认为“台湾[中华民国]为一个主权国家”，但不会视中华民国政府为“非法政权”。即使不视为“中央政府”，也不视为地方政府，通常视为“事实上的政府”:46、47。

## 歷史
《外交政策》（Foreign Policy）副主編費許（Isaac Stone Fish）在2016年的一篇雜誌刊文中指出，他查寻到最早的、“叛乱省”一词记录，是1973年美国出版物《Encounter》的文章。1982年《纽约时报》首开始使用这一称谓。他指出2015年，《华盛顿邮报》寫道北京認為該島是一個叛逆的省份，但美國法律迫使美國政府幫助防衛它。《华盛顿邮报》、《美聯社》、《洛杉矶时报》、《时代》、彭博等美国媒体最近亦有使用。复旦大学国际问题研究院副院长沈丁立表示，“這個詞在中國幾乎不存在，無論是英文還是中文的體現”、“我們從來沒有用過‘叛亂省’這個英文術語”、“這是西方人創造的一個術語”。旅美華人學者余茂春對此表示贊同，余表示：“我從未聽說任何中國大陸官員將台灣稱為叛亂省”、“中國人不使用這個詞，簡單來說，他們不認為台灣是一個叛逆的省份，他們認為它是一個假裝獨立的省”。。
Isaac Stone Fish指郭冠英是为数不多的在中文中使用“叛乱省”一词的人。最近使用“叛乱省”一词的实例是香港立法會議員、建制派「新民黨」主席葉劉淑儀。2021年3月24日，印度媒體主辦「WION TV全球高峰會」視訊會議，出席会议的前中華民國國防部長蔡明憲表示，台灣是成功控制疫情的「國家」，并使用「武漢肺炎」一词。與會的葉劉淑儀打斷蔡明憲发言，并说「台灣不是國家，只是中國一個叛亂省份」，說完离席，表达抗议。25日，中華民國大陸委員會副主任委員兼發言人邱垂正表示，葉劉淑儀言行缺乏民主素養，且改變不了中華民國是主權國家的客觀事實，粗暴打斷他人發言等不禮貌的行為，無法掩蓋事實。26日，中华人民共和国国务院台湾事务办公室新闻发言人朱凤莲对葉劉淑儀表示支持，她称葉劉淑儀“对蔡明憲当场即进行有力批驳，表达了正义之声，台独是死路一条”。28日，葉劉淑儀接受中國中央電視台總台記者專訪重申，針對「台獨」言論，必須堅定立場予以駁斥，「台灣的所謂什麼部長」妄稱「台灣是國家」，台灣的定位就是「renegade province」（叛亂省份）。29日，民主進步黨籍立法委員王定宇批評葉劉淑儀言论，视她为「仰北京鼻息的中共走狗」。

## 备注
1. 1 2 3  相关报道[11]用词为“叛亂省分”，省份与省分通用。
2. 1 2  Isaac Stone Fish文章原文：But one phrase seems to exist solely in newspapers and magazines across the English-speaking world: “renegade province.” Many articles about Taiwan’s upcoming Jan. 16 presidential election[……] rely on the phrase “renegade province” to describe Beijing’s views of Taiwan.

That is a mistake.[……] But one thing it most certainly isn’t is a “renegade province.” And yet, the term persists. Beijing has “never renounced [……]which it calls a renegade province, back under its control,” Reuters stated in early January, while the Wall Street Journal wrote in late December 2015, “Beijing sees the island as a renegade province but Washington is obliged by U.S. law to help defend it.” The Washington Post, the Associated Press, the Los Angeles Times, Time, and Bloomberg, among other news outlets, have all employed the term recently. (Ashamedly, I’ve used it in this article here.)

But that term is almost nonexistent in China, either in an English or a Chinese incarnation. “We never used the English term ‘renegade province,’” Shen Dingli[……] told me. “This is a term coined by Westerners.”Maochun Yu[……][10]
3. ↑  美台商業協會相关文章原文：“Taiwan is not, and has never been, a province of the People’s Republic of China (PRC).

Referring to Taiwan as a “renegade province” insinuates that Taiwan is a province of China that suddenly decided to rebel and leave.  This is incorrect[……][1]”